# 俄斯特拉發城縣

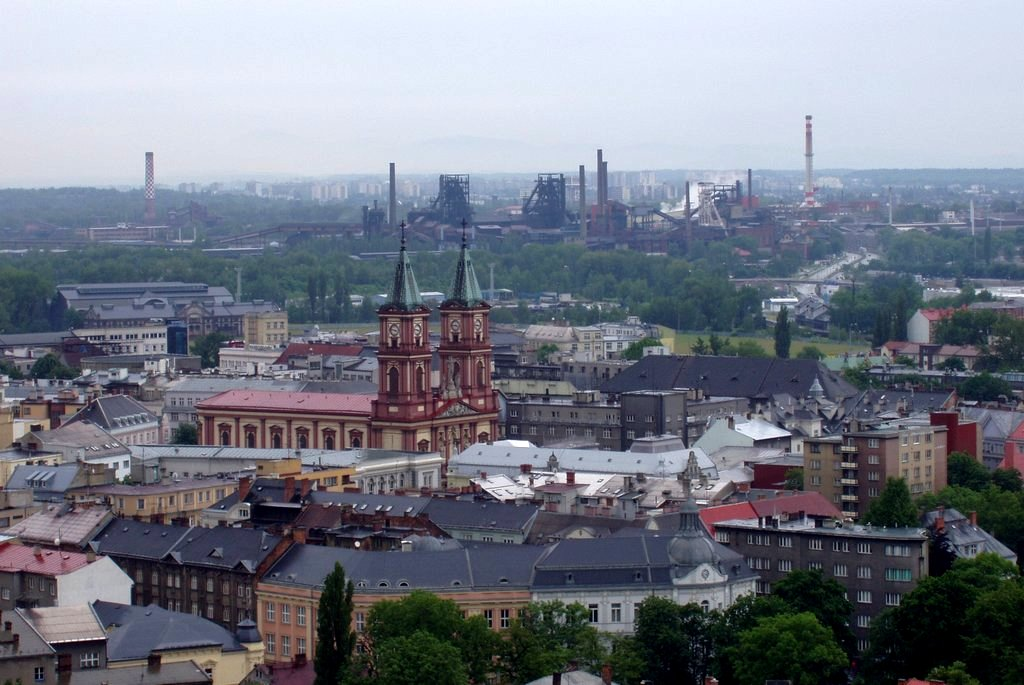

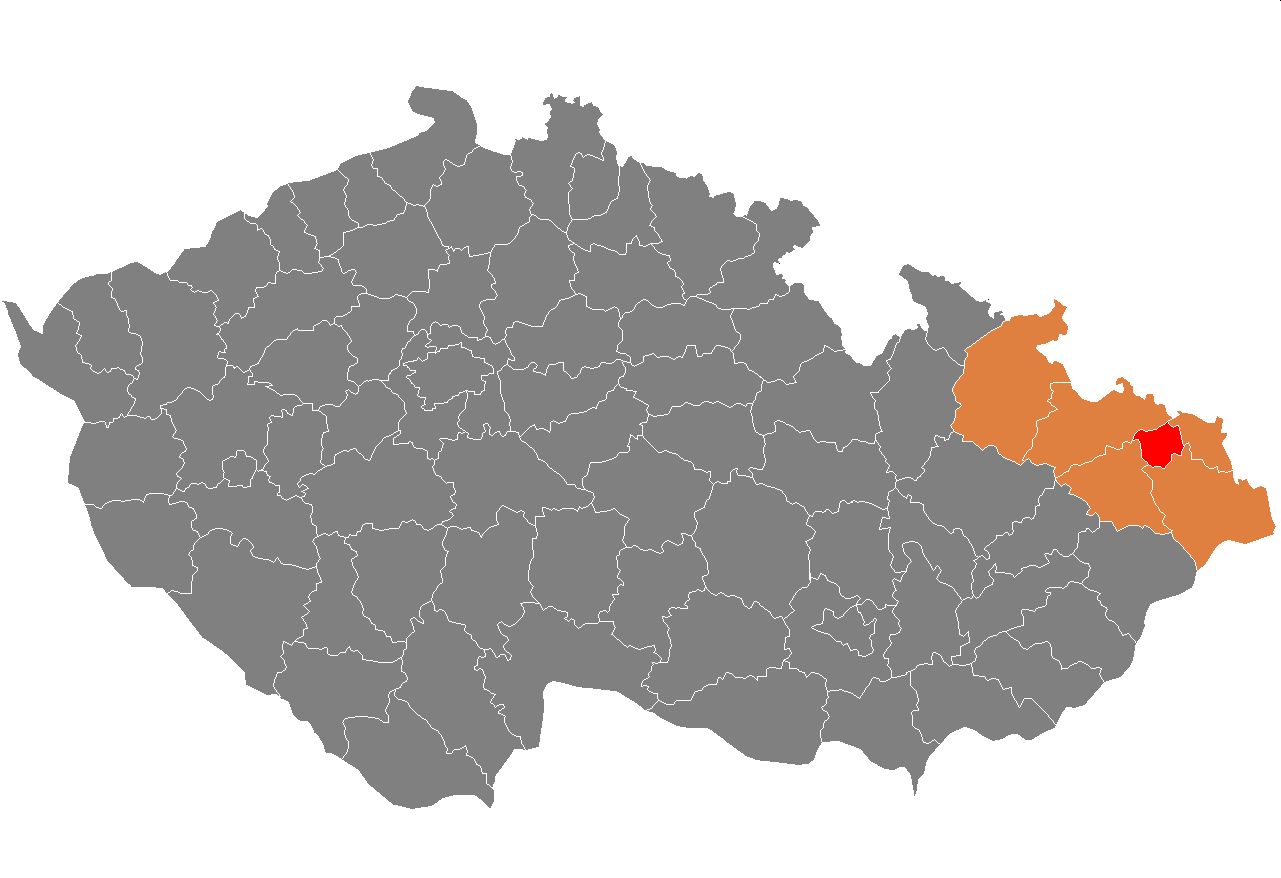

49°46′3″N 18°18′56″E / 49.76750°N 18.31556°E
俄斯特拉發城縣（捷克語：Okres Ostrava-město），是捷克的縣份，位於該國東北部，由摩拉維亞-西里西亞州負責管轄，首府設於俄斯特拉發，面積332平方公里，2007年人口336,874，人口密度每平方公里1,017人。